# Med folket för fosterlandet (1950)
Med folket för fosterlandet är en svensk svartvit kortfilm från 1950 i regi av Emil A. Lingheim. Filmen gjordes med anledning av Gustaf V:s död den 29 oktober 1950.